# Cathy Park Hong
Cathy Park Hong, född 7 augusti 1976, är en amerikansk poet, skribent och akademiker.
Cathy Park Hong växte upp i en koreansk familj bosatt i Los Angeles. Hon studerade vid Oberlin College innan hon erhöll en masterexamen vid University of Iowa (Iowa Writers Workshop). Dessutom har hon arbetat som journalist. Hon är gift med konstnären Mores McWreath, som hon träffade när de bägge arbetade i Sydkorea. Hon har undervisat vid Rutgers University i Newark, Sarah Lawrence College, och Queens University i Charlotte.
Park Hong började skriva poesi i gymnasieåldern. Hon fick sin första bok publicerad av Hanging Loose Press, som hon tidigare skrivit enskilda dikter för, när hon började sina studier i Iowa. Hennes poesi skildrar känslan av att ha en delad identitet och utanförskap från angloamerikansk kultur.

## Priser och utmärkelser
- Pushcart Prize
- Barnard Women Poets Prize
- Windham-Campbell Prize
- National Book Critics Circle Award för självbiografi.[9]

Hon har även mottagit stipendier av bland andra Fulbrightprogrammet, Guggenheimstiftelsen, National Endowment for the Arts, New York Foundation for the Arts och Village Voices stiftelse för minoritetsreportrar.